# فرانسيس تويس
كان فرانسيس تويس (المعمد 1759 - 1827) ناقدًا مسرحيًا إنجليزيًا، عُرف باسم مُترجم توافق مع ويليام شكسبير.

## حياته
كان ابن فرانسيس تويس، تاجر من نورويتش، وتم تعميده في روتردام في 5 أبريل 1759 ؛ كان ريتشارد تويس شقيقه الأكبر. تم قبوله في كلية بيمبروك، كامبريدج عام 1776، حيث درس لمدة عام. 
في لندن في أوائل ثمانينيات القرن الثامن عشر، اهتم تويس بالمرحلة وكتب بعض الانتقادات. التقى جون فيليب كيمبل، واهتم بأخواته، وتزوج في النهاية من فاني. كما واجه إليزابيث إنشبالد، وقدم لها المساعدة البناءة في كتابتها الدرامية.
توفي تويس في شلتنهام في 28 أبريل 1827 عن عمر يناهز 68 عامًا.

## أعماله
نشر تويس في مجلدين في عام 1805، فهرس شفهي كامل لمسرحيات شكسبير، تم تكييفه مع جميع الإصدارات ، مع تكريس لجون فيليب كيمبل. إنه يعطي الكلمة ليس فقط المقطع الأطول الذي تحدث فيه، كما فعلت التوافقات اللاحقة. من 750 نسخة مطبوعة منه، تم تدمير 542 نسخة بنيران عام 1807. وأشاد جيمس بوادين به بعد عقدين من الزمان، وكان في وقته أكثر ملاءمة من العمل المماثل الذي قام به صموئيل أيسكوف. 

## أسرته

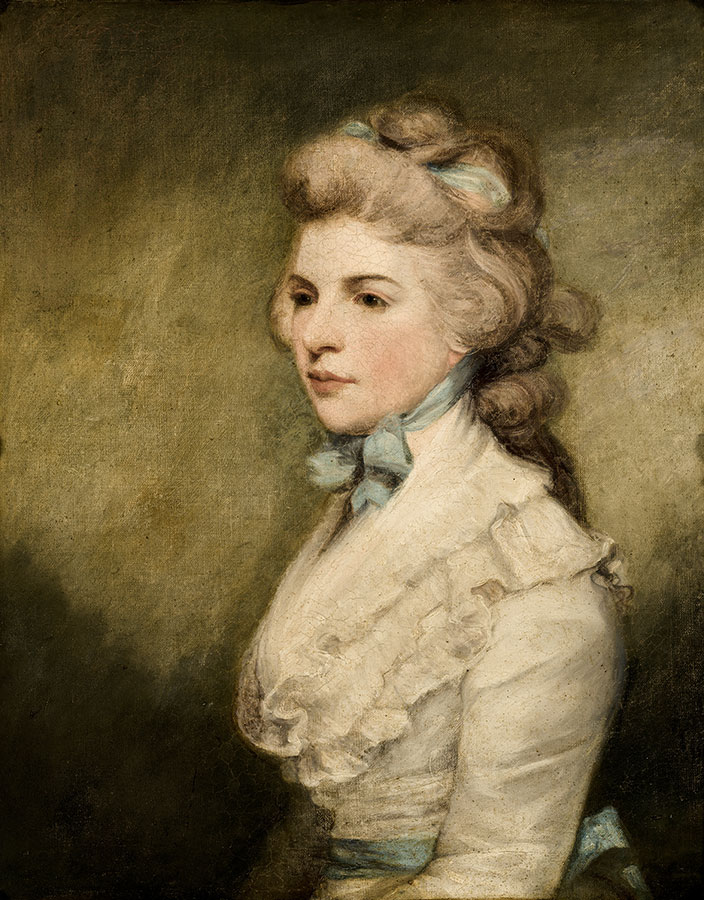
فرانسيس كمبل ، بورتريه جوشوا رينولدز عام 1783

تزوج تويس في 1 مايو 1786 من فرانسيس كمبل (1759-1822)، والمعروفة باسم فاني. كانت الابنة الثانية لروجر كيمبل، أخت سارة سيدونز، وقد تم التودد إليها من قبل جورج ستيفنز. ممثلة رغم أنها لم تكن ناجحة للغاية، فقد تقاعدت من المسرح عند الزواج، مما أسعد أختها. في وقت لاحق، من عام 1807، احتفظت بمدرسة فتيات أنيقة في 24 كامدن بليس، باث ، سومرست.
توفيت فاني تويس قبل زوجها في باث في 1 أكتوبر 1822. وكان ابنهما الأكبر هوراس تويس. أصبح لواءًا في الجيش عام 1864، وكان حاكمًا ل أكاديمية ويليش العسكرية الملكية. كان هناك أربع بنات لهذا الزواج، توفيت إحداهن وهي صغيرة. 

## روابط خارجية
الإسناد
 This article incorporates text from a publication now in the ملكية عامة: Lee، Sidney، المحرر (1899). "Twiss, Francis" . قاموس السير الوطنية. London: Smith, Elder & Co. ج. 57. {{استشهاد بموسوعة}}: الوسيط |ref=harv غير صالح (مساعدة) 